# Procession
I Procession sono un complesso musicale, nato a Torino nel 1971.

## La Storia

### 1971-1975: Gli anni del prog
Il complesso si formò nel 1971 a Torino ed in origine era composto da Gianfranco Gaza cantante (morto a metà degli anni '80) e da Marcello Capra chitarra, Angelo Girardi basso elettrico e Ivan Fontanella alla batteria.
Nel 1972 il quartetto partecipa al Festival di Gualdo dove viene segnalato positivamente dalla critica. Nello stesso anno entrano nella formazione, Roby Munciguerra chitarra e Giancarlo Capello batteria e incontrano il produttore Pino Tuccimei e la moglie Marina Comin, autrice, con i quali viene realizzato il primo album, "Frontiera", inciso presso i Globe Studios di Roma e realizzato dall'etichetta Help!, con distribuzione della RCA Italiana. L'album viene ufficialmente presentato al Piper di Roma nella stessa serata di un altro artista emergente, Franco Battiato; segue la partecipazione a diversi "festival pop" tra cui Villa Pamphili, Travagliato BS, Civitanova Marche.
Alla fine del 1973 Capra è costretto a lasciare la band per gli obblighi legati al servizio di leva militare e Gianfranco Gaza e Roby Munciguerra inseriscono nell'organico, con un cambio di direzione musicale, Paolo D'Angelo [basso], Maurizio Gianotti sassofono e flauto e Francesco Froggio Francica batteria e percussioni: nasce così il secondo album dei Procession "Fiaba", registrato nel 1974 negli studi della Fonit Cetra, in via Bertola a Torino, completamente differente dal primo.
Successivamente entra a far parte del complesso Roberto Balocco, favoloso batterista, che imprime alla band nuova linfa ritmica e insieme a Paolo D'Angelo, bassista dotato di feeling e tecnica notevolissimi, trasforma la rock band in uno strepitoso ensemble-fusion (influenze: Mahavishnu Orchestra, Chick Corea). Purtroppo di queste performance non vi è alcuna traccia.
Alla fine del 1974 il complesso si scioglie e Gaza entra come cantante negli Arti e Mestieri, con cui incide l'album Giro di valzer per domani nel 1975.

### 2006: La reunion
I Procession si sono riformati per iniziativa di Munciguerra nell'aprile del 2006, con Samuele Alletto alla voce, ed hanno ripreso l'attività concertistica; nel 2007 è stato pubblicato il nuovo disco, intitolato Esplorare, registrato e mixato da Dario Todesco, licenziato dalla casa discografica Electromantic Music di Beppe Crovella degli Arti e Mestieri.
Alla fine del 2012 il panorama della discografia progressive riceve una grande notizia: Marcello Capra ritrova alcuni vecchi nastri sui quali era incisa una lunga performance dei Procession, un vecchio concerto registrato il 9 gennaio 1972 al Lio Club di Chieri (TO), esattamente un anno dopo la costituzione del complesso. Il materiale è composto da cover di estrazione rock-blues (Free, Led Zeppelin, Atomic Rooster etc.) e la band si presenta in quintetto con Capra, Gaza, Girardi, Mario Bruno all'organo hammond e Nico Spallino alla batteria. Il 18 dicembre 2012 la Electromantic pubblica in distribuzione nazionale e internazionale “9 gennaio 1972”: la testimonianza di quel seminale concerto, rimasterizzata da Beppe Crovella.

## Progetti Paralleli
Nel 1978 Marcello Capra incide il suo primo album solista Aria Mediterranea con alcuni elementi degli Arti e Mestieri e dei Procession; in seguito dagli anni '90 in avanti, incide diversi album solisti alla chitarra acustica e partecipa a convention internazionali A.D.G.P.A.

## Discografia ufficiale

### 33 Giri
- 1972 - Frontiera (Help!, DZSLH 55131)
- 1974 - Fiaba (Fonit Cetra, LPQ 09081)
- 2007 - Frontiera (BTF/Vinyl Magic, VM 036	LP - ristampa)
- 2008 - Fiaba (BTF/Vinyl Magic, VM 123	LP - ristampa)

### CD
- 1989 - Frontiera - (Edison Japan)
- 1989 - Fiaba - (Fonit, CDM 2032)
- 1993 - Frontiera - (Vinyl Magic, VM 036)'
- 2007 - Fiaba - (BTF/Vinyl Magic VM 123)
- 2007 - Esplorare - (Electromantic Music, ART 221)
- 2012 - Esplorare - (Electromantic Music, ART 90172)
- 2012 - 9 gennaio 1972 - (Electromantic Music)